# 毕伯硕父
毕伯硕父，姬姓，毕氏，是毕公高的后裔。西周晚期有青铜器毕伯硕父鬲的铭文拓片残本留存於世，铭文为“毕伯硕父作叔妘宝鬲，其万年子”。